# Marc Halbheer
Marc Halbheer (* 10. Juli 1965 in Zürich) ist ein Schweizer Jazzschlagzeuger.

## Leben und Wirken
Halbheer, der in Zollikon aufwuchs, begann als kleiner Junge mit der Ukulele Mani Matter Lieder zu Singen. Er spielte dann Gitarre und Klavier und wechselte mit vierzehn Jahren ans Schlagzeug (zunächst unter Anleitung von Dölf Aebersold und Reed St. Claire). Nach der Matura 1985 studierte er zunächst Rechtswissenschaften, präsentierte dann aber auch seine erste eigene Band und LP mit the Insects – Odd Meter Jazz Inspiriert von Steve Coleman's Five Elements - spielte schnellen Hardcore mit Calhoun Conquer und unzählige Jazzgigs mit namhaften Musikern der Zürcher Szene, insbesondere im Jazzclub Bazillus. 1988 zog er nach Los Angeles, wo er  bei Ralph Humphrey, Ed Mann und John Bergamo Studierte. Dort gründete er die Band Exit mit Lior Yekutieli und Yiotis Kiourtsoglou und zog durch die Clubs mit Jazz-, Rock- und Latinbands. 1991 kehrte er in die Schweiz zurück, wo er 1992 mit dem Aufbau der Schlagzeug- und Rhythmikabteilung der Jazzschule Luzern beauftragt wurde und dort als Professor tätig war. 1992 wurde er Mitglied des Vienna Art Orchestra und war an dessen Alben Fe and Males, European Songbook sowie VAO Plays for Jean Cocteau beteiligt. Weiterhin trat er mit Heiri Känzig, Christoph Baumann, dem Tien Shan Schweiz Express und dem Tonhalle-Orchester Zürich auf. Mit Katja Mair und Christy Doran gehörte er zu der Jazzrock-Band Kaama, die ab 2003 drei Alben veröffentlichte.
Ab 2012 lebte Halbheer teilweise in Madrid und begann sich mit der Flamenco-Tradition zu beschäftigen. Er gründete die Band Madrid Edition, mit der er in Spanien, England und der Schweiz spielte. Er spielte Tourneen auf der ganzen Welt und trat an zahlreichen Festivals auf. In seiner Laufbahn hatte er Gelegenheit mit vielen legendären Musikern zu arbeiten. Milcho Leviev, David Angel, Frank Strazzeri, Stacy Rowles, Arild Andersen, Martin Tillman, Satnam Ramgotra, Alex Wilson, Jorge Pardo oder Pepe Habichuela sind einige auf dieser langen Liste.

## Diskographische Hinweise
- The Insects: Insects (insecticide records 1988)
- Vienna Art Special: Fe & Males (Amadeo/Polygram 1992)
- Max Lässers Ark: A Different Kind of Blue (Impact Music 1992)
- Vienna Art Orchestra: European Songbook (Verve Records 1995)
- Vienna Art Orchestra Plays for Jean Cocteau (Amadeo 1995)
- Exit: Out Of Noises (Texit Music 1995)
- Ambient Groove Artists: Lingo (musica helvetica 1997)
- Exit: In Between Times (Legend Recordings 2000)
- Tien Shan Suisse Express (EMI/Virgine 2002)
- The Ring / The Ring 2 (Soundtrack from the Motion Picture)
- Kaama: Secrets (mit Katja Mair, Christy Doran, Peter Grossweiler, Plamen Blagoev; Unit Records 2005)
- Marc Halbheer's LA-Edition Mood Swings (Texit Music 2009)
- Eastern Eye: Live at Moods in Zurich (Texit Music 2011)
- Marc Halbheer's 5th Edition (Texit Music 2012)
- Kaama: Silence (Unit Records 2013)
- Gudimir: Sacred Script (Dom 2016)

## Lexigraphische Einträge
- Bruno Spoerri (Hrsg.): Biografisches Lexikon des Schweizer Jazz. CD-Beilage zu: Bruno Spoerri (Hrsg.): Jazz in der Schweiz. Geschichte und Geschichten. Chronos-Verlag, Zürich 2005, ISBN 3-0340-0739-6.